# Dubai Tennis Championships 2018
Il Dubai Tennis Championships 2018, conosciuto anche come Dubai Duty Free Tennis Championships 2018 per motivi pubblicitari, è stato un torneo di tennis giocato sul cemento, facente parte della categoria ATP World Tour 500 series nell'ambito dell'ATP World Tour 2018 e della categoria WTA Premier nell'ambito del WTA Tour 2018. Sia il torneo maschile che femminile si sono disputati al The Aviation Club Tennis Centre di Dubai negli Emirati Arabi Uniti. Il torneo femminile si è giocato dal 19 al 25 febbraio mentre quello maschile dal 26 febbraio al 3 marzo 2018.

## Partecipanti ATP

### Teste di serie
| Nazionalità          | Giocatore             | Ranking* | Testa di serie |
| -------------------- | --------------------- | -------- | -------------- |
| Bulgaria             | Grigor Dimitrov       | 4        | 1              |
| Francia              | Lucas Pouille         | 16       | 2              |
| Spagna               | Roberto Bautista Agut | 22       | 3              |
| Bosnia ed Erzegovina | Damir Džumhur         | 29       | 4              |
| Francia              | Richard Gasquet       | 34       | 5              |
| Germania             | Philipp Kohlschreiber | 35       | 6              |
| Serbia               | Filip Krajinović      | 36       | 7              |
| Giappone             | Yūichi Sugita         | 41       | 8              |

* Ranking al 19 febbraio 2018.

### Altri partecipanti
I seguenti giocatori hanno ricevuto una wild card per il tabellone principale:
- Marcos Baghdatis
- Malek Jaziri
- Stefanos Tsitsipas

I seguenti giocatori sono entrati nel tabellone principale passando dalle qualificazioni:

- Ernests Gulbis
- Quentin Halys
- Yannick Maden
- Gleb Sakharov

Il seguente giocatore è entrato in tabellone come lucky loser
- Blaž Kavčič

Il seguente giocatore è entrato in tabellone come special exempt:
- Il'ja Ivaška

I seguenti giocatore sono entrati in tabellone con il ranking protetto:
- Andreas Haider-Maurer
- Yoshihito Nishioka

## Partecipanti WTA

### Teste di serie
| Nazionalità | Giocatrice          | Ranking* | Testa di serie |
| ----------- | ------------------- | -------- | -------------- |
| Ucraina     | Elina Svitolina     | 3        | 1              |
| Spagna      | Garbiñe Muguruza    | 4        | 2              |
| Rep. Ceca   | Karolína Plíšková   | 5        | 3              |
| Lettonia    | Jeļena Ostapenko    | 6        | 4              |
| Francia     | Caroline Garcia     | 7        | 5              |
| Germania    | Angelique Kerber    | 9        | 6              |
| Regno Unito | Johanna Konta       | 11       | 7              |
| Francia     | Kristina Mladenovic | 13       | 8              |

- Ranking del 19 febbraio 2018.

### Altre partecipanti
Le seguenti giocatrici hanno ricevuto una wild card per il tabellone principale:
- Catherine Bellis
- Johanna Konta
- Naomi Ōsaka
- Jeļena Ostapenko

Le seguenti giocatrici sono entrate nel tabellone principale passando dalle qualificazioni:

- Sara Errani
- Samantha Stosur
- Lesia Tsurenko
- Sofya Zhuk

La seguente giocatrice è entrata in tabellone come lucky loser:
- Wang Qiang

## Punti
| Evento              | V   | F   | SF  | QF  | 2T   | 1T   | Q    | Q3   | Q2   | Q1   |
| Singolare maschile  | 500 | 300 | 180 | 90  | 45   | 0    | 20   | N.D. | 10   | 0    |
| Doppio maschile     | 500 | 300 | 180 | 90  | 0    | N.D. | 45   | N.D. | 25   | 0    |
| Singolare femminile | 470 | 305 | 185 | 100 | 55   | 1    | 25   | 18   | 13   | 1    |
| Doppio femminile    | 470 | 305 | 185 | 100 | N.D. | 1    | N.D. | N.D. | N.D. | N.D. |

## Montepremi
| Evento              | V        | F        | SF       | QF      | 2T      | 1T      | Q3     | Q2     | Q1     |
| Singolare maschile  | $511,750 | $240,340 | $119,340 | $59,670 | $30,235 | $15,910 | N.D.   | $2,655 | $1,460 |
| Doppio maschile*    | $150,800 | $71,270  | $34,390  | $17,890 | $9,370  | N.D.    | N.D.   | N.D.   | N.D.   |
| Singolare femminile | $651,347 | $347,060 | $185,631 | $46,623 | $24,998 | $15,867 | $7,123 | $3,784 | $2,108 |
| Doppio femminile*   | $95,086  | $50,817  | $27,761  | $14,125 | N.D.    | $7,678  | N.D.   | N.D.   | N.D.   |

*per squadra

## Campioni

### Singolare maschile
Roberto Bautista Agut ha battuto in finale  Lucas Pouille con il punteggio di 6-3, 6-4.
- È l'ottavo titolo in carriera per Bautista Agut, il secondo della stagione.

### Singolare femminile
Elina Svitolina ha battuto in finale  Daria Kasatkina con il punteggio di 6-4, 6-0.
- È l'undicesimo titolo in carriera per la Svitolina, il secondo in stagione nonché il secondo consecutivo a Dubai.

### Doppio maschile
- Jean-Julien Rojer /  Horia Tecău hanno battuto in finale  James Cerretani /  Leander Paes con il punteggio di 6-2, 7–6(2).

### Doppio femminile
Chan Hao-ching /  Yang Zhaoxuan hanno battuto in finale  Hsieh Su-wei /  Peng Shuai con il punteggio di 4-6, 6-2, [10-6].